# Hydraena premordica
Hydraena premordica är en skalbaggsart som beskrevs av Perkins 1980. Hydraena premordica ingår i släktet Hydraena och familjen vattenbrynsbaggar. Inga underarter finns listade i Catalogue of Life.